# Elof Andersson i Ränkesed
Elof Andersson (i riksdagen kallad Andersson i Ränkesed), född 7 april 1805 i Älgå socken, död 20 januari 1878 i Älgå socken, var en svensk riksdagsman i bondeståndet.
Andersson företrädde Jösse härad av Värmlands län vid riksdagen 1847–1848 samt Jösse härad och Fryksdals härads nedre tingslag 1853–1854.
Vid 1847–1848 års riksdag var han suppleant i statsutskottet och i förstärkta statsutskottet. Under riksdagen 1853–1854 suppleant i statsutskottet och i förstärkta bankoutskottet.